# Polivoks

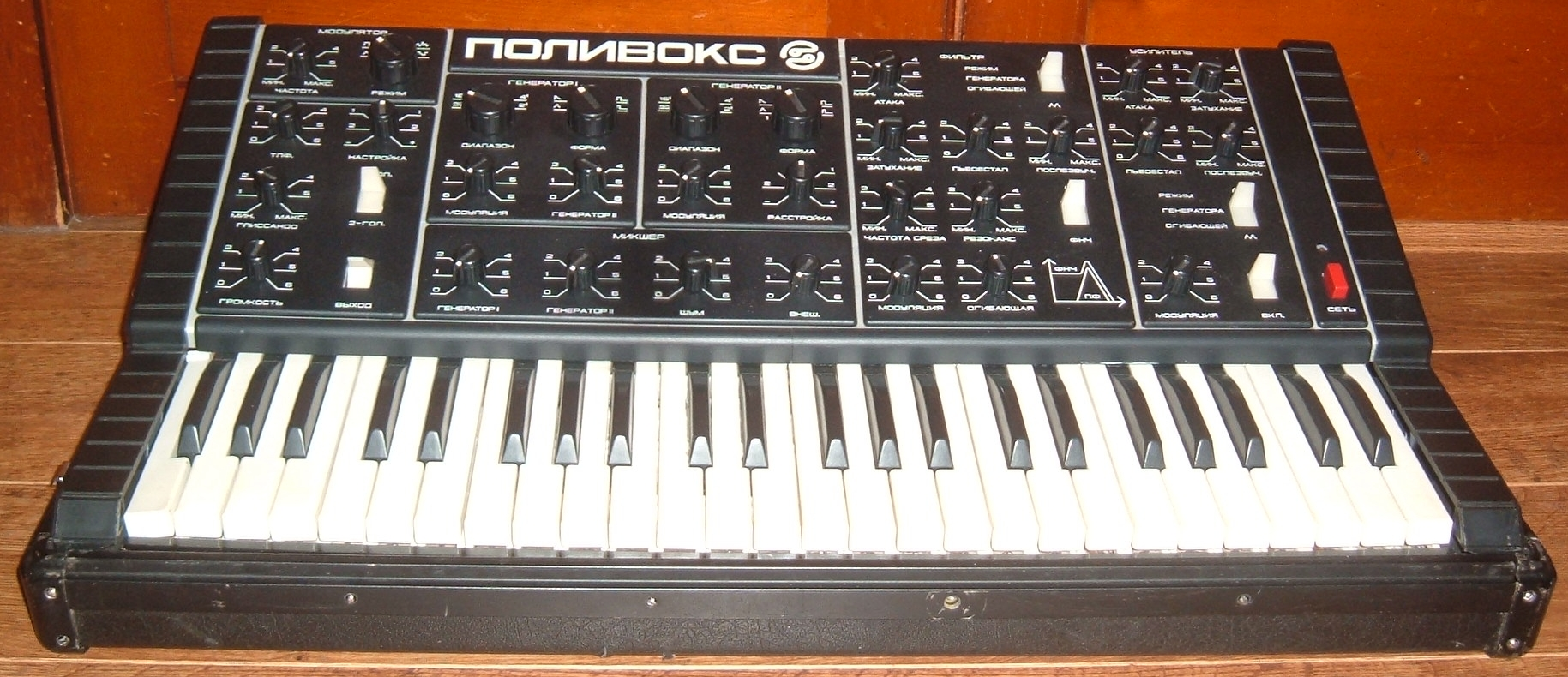
Un Polivoks ultima serie (1988)

Il Polivoks (in russo  Поливокс), noto anche come Polyvox è un sintetizzatore analogico duofonico di fabbricazione sovietica, realizzato a Kačkanar dalla Formanta, all'epoca azienda di Stato produttrice di apparecchiature radiotelevisive.
Nato come alternativa autarchica a sintetizzatori occidentali quali il Minimoog, il piano Roland e il Fender, era ispirato come design alla tecnologia militare e il suo suono si basava su due oscillatori (a differenza del Moog che ne aveva tre) che, alla caduta del Muro, ne hanno fatto un oggetto di nicchia tra gli audiofili. Si stima che ne siano stati prodotte più di centomila esemplari fino al 1990.

## Caratteristiche
Il Polivoks è dotato di due oscillatori che possono essere pilotati in modalità unison oppure duofonica.
Sono disponibili due inviluppi ADSR rispettivamente per il filtro e l'amplificatore.
Il filtro è un 12 db passa basso/passa banda con controllo di cutoff e risonanza.
La peculiare progettazione elettronica conferisce a questo filtro un timbro molto aggressivo e personale, che contribuiscono al carattere unico e distinguibile di tutta la macchina.